# Aristosuchus pusillis
Aristosuchus pusillis („vznešený krokodýl“) byl druh malého célurosaurního dinosaura, sdílejícího četné charakteristiky s ptáky.

## Popis
Tento teropod z čeledi Compsognathidae dosahoval délky asi 2 metrů a hmotnosti kolem 7 kg. Byl objeven v uloženinách britského ostrova Isle of Wight, kde žil v období spodní křídy (asi před 125 miliony let).
Aristosuchus je znám podle dochované fosilní křížové části páteře, kosti stydké, kosti stehenní a několika obratlů. Dříve byl zaměňován s jinými rody (např. Calamospondylus), dnes je však rozlišován jako samostatný rod, příbuzný rodu Compsognathus.